# Hodakivți, Hmelnîțkîi
Hodakivți (în ucraineană Ходаківці) este un sat în comuna Peceskî din raionul Hmelnîțkîi, regiunea Hmelnîțkîi, Ucraina.

## Demografie
Componența lingvistică a localității Hodakivți
     Ucraineană (95,54%)
     Rusă (1,79%)
Conform recensământului din 2001, majoritatea populației localității Hodakivți era vorbitoare de ucraineană (95,54%), existând în minoritate și vorbitori de rusă (1,79%).